# Zalogovac
Zalogovac (cyr. Залоговац) – wieś w Serbii, w okręgu rasińskim, w gminie Varvarin. W 2011 roku liczyła 742 mieszkańców.